# The Snowbird
The Snowbird è un film muto del 1916 diretto e interpretato da Edwin Carewe.

## Trama
Nei boschi al confine tra Canada e Stati Uniti dove vive con suo padre, la giovane Lois Wheeler si trova a dover sostenere la corte aggressiva di Bruce Mitchell che, volendola sposare, la ricatta minacciandola di far arrestare suo padre a causa di alcuni diritti di proprietà terriera di cui l'uomo non può produrre la documentazione. Decisa a non sposare Bruce, Lois si rifugia nei boschi, vestita da ragazzo. Si unisce a Jean Corteau, un misogino che odia tutte le donne dopo essere stato lasciato da una di loro tempo prima. Jean è felice di avere un compagno ma, quando scopre che quella è invece una donna, si infuria. Riesce a calmarsi solo dopo essersi reso conto che Lois non è una frivola donnetta e i due finiscono così per innamorarsi.
Bruce, intanto, sulle tracce di Lois, la ritrova. Lottando con Jean, cade in un dirupo e muore. I due innamorati decidono di sposarsi ma restando nella loro foresta, piuttosto che tornare alla civiltà.

## Produzione
Il film fu prodotto dalla Rolfe Photoplays.

## Distribuzione
Distribuito dalla Metro Pictures Corporation, il film uscì nelle sale cinematografiche statunitensi il 1º maggio 1916.